# Города (игра)
Города́ — игра для нескольких (двух или более) человек, в которой каждый участник в свою очередь называет реально существующий в данный момент времени город любой существующей страны, название которого начинается на ту букву, которой оканчивается название предыдущего города, без каких-либо исключений.

## Правила игры и исключения
Обычно исключения составляют названия, оканчивающиеся на твёрдый и мягкий знаки, а также буквы «Ы» и «Й»: в таких случаях участник называет город на предпоследнюю букву. Однако, так как существует ряд городов, названия которых начинаются на букву «Ы» (Ыспарта, Ыгдыр, Ыйван, Ыйджонбу, Ылгын и др.) и «Й» (Йорк, Йошкар-Ола, Йезд, Йер, Йондо), пропускать эту букву иногда считается против правил, хотя на практике мало кто может вспомнить город на эту букву. При этом ранее названные города нельзя употреблять снова. Первый участник выбирает любой город. Во время игры запрещается пользоваться справочным материалом. На практике чаще всего не ведётся фиксация названных слов — поэтому иногда города повторяются, и вопрос, назывался этот город ранее или нет, решается неформально, по обоюдному согласию.
Формально игра оканчивается, когда очередной участник не может назвать нового города, однако из-за продолжительности и монотонности игрового процесса игра может закончиться ничьей.
В некоторых разновидностях правил игры, если один участник не может вспомнить города, то следующий должен вспомнить город на эту же букву, только в этом случае он победил, а другой выбывает. Иначе первый участник снова вспоминает город, но уже на предпоследнюю букву, или же в зависимости от обговоренных заранее правил, объявляется ничья.
В случае игры трёх и более человек, если один из участников не вспоминает город, то он выбывает, и продолжается игра между остальными игроками, пока не будет выявлен победитель. Или же в более редких разновидностях правил, кто первый не назвал города, тот объявляется проигравшим, а остальные победителями. Подобные нюансы игры должны быть оговорены между игроками заранее.
Пример игры:
- 1й участник: Архангельск
- 2й участник: Краков
- 3й участник: Вологда
- 1й участник: Афины
- 2й участник: Ыгдыр
- 3й участник: Рим
- 1й участник: Минск

и т. д.
Несмотря на название «Города», участники на практике часто называют и прочие населённые пункты: деревни, сёла и т. д., если остальным участникам они знакомы, по договорённости разрешены и общеизвестны (например, Бородино). В связи с этим игра зачастую носит выраженный региональный характер: большинство играющих в Рязанской области прекрасно знают город Шацк, в Пермском крае — Березники и т. д.
При этом многие участники не знают крупные города с необычными названиями, например Аддис-Абеба (столица Эфиопии) или Монтевидео (столица Уругвая), что вызывает разногласия в игровом процессе.
Самые распространенные буквы, на которые приходится вспоминать названия городов — буквы «А» и «К».

## Проблемные буквы
- Ц — Мец, Вадуц, Череповец, Галац // Возможный ответ: Цюрих, Цивильск, Цуг
- Ф — Кардифф, Дюссельдорф, Нортклифф // Города, которые начинаются на букву Ф: Фрязино, Филадельфия
- З — Тебриз, Шираз, Владикавказ// Возможный ответ: Запорожье, Загреб, Зальцбург
- Ш — Ош, Россошь // Возможный ответ: Штутгарт, Шкодер
- Э — Улан-Удэ, Карлсруэ, Лаэ, Гэньхэ // города на Э — Эдинбург, Электросталь, Эйндховен, Элиста
- Ы — Афины, Чебоксары, Черкассы, Черновцы // Возможный ответ: Ыспарта

## «Города» в культуре
- В советском комедийном фильме «Джентльмены удачи» Трошкин пытается увлечь уголовников игрой в города, но у него это не получается, поскольку каждый вспоминает только один (чем-то памятный ему) город (— Воркута. — Почему Воркута? — А я там сидел).
- Фильм «Не забудь… станция Луговая» начинается со сцены игры в города пассажирами купе.
- Фильм «ON и Она» содержит эпизод игры в города между нейросетью и главной героиней фильма. Виртуальный помощник сначала посчитал город Новочебоксарк набором букв, а затем назвал синонимом к слову «печаль»[2].